# Dubai Tennis Championships 2019
Dubai Tennis Championships 2019 (також відомий під назвою Dubai Duty Free Tennis Championships за назвою спонсора) - тенісний турнір, що проходив на відкритих кортах з твердим покриттям Aviation Club Tennis Centre у Дубаї (ОАЕ). Належав до категорії 500 у рамках Туру ATP 2019, а також до категорії Premier 5 в рамках Туру WTA 2019.. Жіночий турнір тривав з 17 до 23 лютого, а чоловічий - з 25 лютого до 2 березня 2019 року.

## Очки і призові

### Нарахування очок
| Дисципліна                 | W   | Ф   | ПФ  | ЧФ  | 1/8 | 1/16 | Round of 56 | Q   | Q2  | Q1  |
| Одиночний розряд, чоловіки | 500 | 300 | 180 | 90  | 45  | 0    | Н/Д         | 20  | 10  | 0   |
| Парний розряд, чоловіки    | 500 | 300 | 180 | 90  | 0   | Н/Д  | Н/Д         | 45  | 25  | 0   |
| Одиночний розряд, жінки    | 900 | 585 | 350 | 190 | 105 | 60   | 1           | 30  | 20  | 1   |
| Жінки, парний розряд       | 900 | 585 | 350 | 190 | 105 | 1    | Н/Д         | Н/Д | Н/Д | Н/Д |

### Призові гроші
| Дисципліна                 | W        | Ф        | ПФ       | ЧФ      | 1/8     | 1/16    | Round of 56 | Q2     | Q1     |
| Одиночний розряд, чоловіки | $523,330 | $256,565 | $129,100 | $65,655 | $34,100 | $17,980 | Н/Д         | $3,980 | $2,030 |
| Чоловіки, парний розряд*   | $157,570 | $77,140  | $38,690  | $19,860 | $10,270 | Н/Д     | Н/Д         | Н/Д    | Н/Д    |
| Одиночний розряд, жінки    | $520,615 | $260,310 | $130,030 | $59,960 | $29,695 | $15,240 | $7,835      | $4,360 | $2,245 |
| Жінки, парний розряд*      | $148,845 | $75,310  | $37,275  | $18,765 | $9,510  | $4,695  | Н/Д         | Н/Д    | Н/Д    |

*на пару

## Учасники основної сітки в одиночному розряді

### Сіяні
| Країна    | Гравець          | Рейтинг1 | Сіяний |
| --------- | ---------------- | -------- | ------ |
| Японія    | Кей Нісікорі     | 6        | 1      |
| Швейцарія | Роджер Федерер   | 7        | 2      |
| Хорватія  | Марин Чилич      | 10       | 3      |
| Росія     | Карен Хачанов    | 11       | 4      |
| Греція    | Стефанос Ціціпас | 12       | 5      |
| Хорватія  | Борна Чорич      | 13       | 6      |
| Канада    | Мілош Раоніч     | 14       | 7      |
| Росія     | Данило Медведєв  | 15       | 8      |

- Рейтинг подано станом на 18 лютого 2019.

### Інші учасники
Нижче наведено учасників, які отримали вайлдкард на участь в основній сітці:
- Маркос Багдатіс
- Рамкумар Раманатхан
- Мохамед Сафват

The following players received entry from the qualifying 
Adham Gabr EGY
- Томас Фаббіано
- Єгор Герасимов
- Корентен Муте

Такі тенісисти потрапили в основну сітку як Щасливі лузери:
- Ілля Івашко
- Їржі Веселий

### Відмовились від участі
- Аляж Бедене → його замінив  Ілля Івашко
- Хьон Чун → його замінив  Бенуа Пер
- П'єр-Юг Ербер → його замінив  Деніс Кудла
- Михайло Кукушкін → його замінив  Їржі Веселий
- Енді Маррей → його замінив  Робін Гаасе

## Учасники основної сітки в парному розряді

### Сіяні
| Країна    | Гравець        | Країна          | Гравець      | Рейтинг1 | Сіяний |
| --------- | -------------- | --------------- | ------------ | -------- | ------ |
| Австрія   | Олівер Марах   | Хорватія        | Мате Павич   | 16       | 1      |
| ПАР       | Равен Класен   | Нова Зеландія   | Майкл Венус  | 26       | 2      |
| Фінляндія | Генрі Контінен | Австралія       | Джон Пірс    | 35       | 3      |
| США       | Ражів Рам      | Велика Британія | Джо Солсбері | 45       | 4      |

- Рейтинг подано станом на 18 лютого 2019.

### Інші учасники
Нижче наведено пари, які отримали вайлдкард на участь в основній сітці:
- Леандер Паес /  Бенуа Пер
- Юрген Мельцер /  Ненад Зімоньїч

Нижче наведено пари, що пробились в основну сітку через стадію кваліфікації:
- Jeevan Nedunchezhiyan /  Пурав Раджа

## Учасниці основної сітки в одиночному розряді

### Сіяні
| Країна     | Гравчиня            | Рейтинг1 | Сіяна |
| ---------- | ------------------- | -------- | ----- |
| Японія     | Наомі Осака         | 1        | 1     |
| Чехія      | Петра Квітова       | 2        | 2     |
| Румунія    | Сімона Халеп        | 3        | 3     |
| Чехія      | Кароліна Плішкова   | 5        | 4     |
| Німеччина  | Анджелік Кербер     | 6        | 5     |
| Україна    | Еліна Світоліна     | 7        | 6     |
| Нідерланди | Кікі Бертенс        | 8        | 7     |
| Білорусь   | Арина Соболенко     | 9        | 8     |
| Данія      | Каролін Возняцкі    | 10       | 9     |
| Латвія     | Анастасія Севастова | 12       | 10    |
| Росія      | Дарія Касаткіна     | 14       | 11    |
| Іспанія    | Гарбінє Мугуруса    | 15       | 12    |
| Німеччина  | Юлія Гергес         | 16       | 13    |
| Франція    | Каролін Гарсія      | 19       | 14    |
| Естонія    | Анетт Контавейт     | 20       | 15    |
| Бельгія    | Елісе Мертенс       | 21       | 16    |

- Рейтинг подано станом на 11 лютого 2019.

### Інші учасниці
Нижче наведено учасниць, які отримали вайлдкард на участь в основній сітці:
- Фатіма Ан-Набхані
- Ежені Бушар
- Сара Еррані
- Саманта Стосур

Нижче наведено гравчинь, які пробились в основну сітку через стадію кваліфікації:
- Лара Арруабаррена
- Дженніфер Брейді
- Заріна Діяс
- Магдалена Френх
- Луціє Градецька
- Івана Йорович
- Бернарда Пера
- Чжу Лінь

Такі тенісистки потрапили в основну сітку як Щасливі лузери:
- Полона Герцог
- Даліла Якупович
- Стефані Фегеле

### Відмовились від участі

#### Before the tournament
- Ешлі Барті → її замінила  Унс Джабір
- Деніелл Коллінз → її замінила  Катерина Макарова
- Каміла Джорджі → її замінила  Даліла Якупович
- Медісон Кіз → її замінила  Даяна Ястремська
- Марія Саккарі → її замінила  Тімеа Бабош
- Саманта Стосур → її замінила  Стефані Фегеле
- Ван Цян → її замінила  Віра Лапко
- Каролін Возняцкі → її замінила  Полона Герцог

### Знялись
- Унс Джабір (травма правого плеча)
- Юлія Путінцева (травма поперекового відділу хребта)

## Учасниці основної сітки в парному розряді

### Сіяні
| Країна            | Гравчиня             | Країна            | Гравчиня            | Рейтинг1 | Сіяна |
| ----------------- | -------------------- | ----------------- | ------------------- | -------- | ----- |
| Угорщина          | Тімеа Бабош          | Франція           | Крістіна Младенович | 6        | 1     |
| США               | Ніколь Мелічар       | Чехія             | Квета Пешке         | 24       | 2     |
| Китайський Тайбей | Сє Шувей             | Чехія             | Барбора Стрицова    | 27       | 3     |
| Канада            | Габріела Дабровскі   | КНР               | Сюй Їфань           | 28       | 4     |
| Австралія         | Саманта Стосур       | КНР               | Zhang Shuai         | 33       | 5     |
| Латвія            | Олена Остапенко      | Чехія             | Катерина Сінякова   | 38       | 6     |
| Чехія             | Луціє Градецька      | Росія             | Катерина Макарова   | 38       | 7     |
| Німеччина         | Анна-Лена Гренефельд | Нідерланди        | Демі Схюрс          | 40       | 8     |
| Китайський Тайбей | Чжань Хаоцін         | Китайський Тайбей | Латіша Чжань        | 41       | 9     |

- Рейтинг подано станом на 11 лютого 2019.

### Інші учасниці
Пари, що отримали вайлд-кард на участь в основній сітці:
- Джулія Елбаба  /  Alena Fomina
- Sarah Beth Grey  /  Еден Сілва

Нижче наведено пари, які отримали місце в основній сітці як заміни:
- Ежені Бушар  /  Софія Кенін
- Прартхана Томбаре /  Ева Ваканно

### Знялись з турніру
До початку турніру
- Елісе Мертенс (травма лівого кульшового суглобу)
- Анастасія Севастова (травма поперекового відділу хребта)
- Саманта Стосур (особисті причини)

Під час турніру
- Ежені Бушар (left abdominal injury)
- Унс Джабір (травма правого плеча)

## Переможці та фіналісти

### Одиночний розряд, чоловіки
- Роджер Федерер —  Стефанос Ціціпас, 6–4, 6–4

### Одиночний розряд, жінки
- Белінда Бенчич —  Петра Квітова, 6–3, 1–6, 6–2

### Парний розряд, чоловіки
- Ражів Рам /  Джо Солсбері —  Бен Маклахлан /  Ян-Леннард Штруфф, 7–6(7–4), 6–4

### Парний розряд, жінки
- Сє Шувей /  Барбора Стрицова —  Луціє Градецька /  Катерина Макарова, 6–4, 6–4